# John Boyd (fotograf)
John Boyd (22. prosince 1865, Emyvale, Anglie – 14. dubna 1941, Toronto, také označovaný jako John Boyd Sr.) byl kanadský amatérský fotograf a železniční úředník. Byl také otcem kanadského novinového fotografa Johna H. Boyda.

## Životopis
John Boyd emigroval do Toronta v kanadském Ontariu se svou rodinou na konci 60. let 19. století.  Nejstarší ze 14 dětí, Boyd, opustil školu ve věku 15 let v roce 1880, aby pracoval jako poslíček u nákladního úřadu Grand Trunk Railway (GT). V roce 1894 dosáhl funkce vrchního úředníka. V roce 1918 přešel do Kanadské národní dráhy (CN), kde zůstal jako vedoucí až do svého odchodu do důchodu v roce 1931.  Ve své práci pro železnice GT i CN dostal příležitost fotografovat napříč Ontariem. 

## Amatérský fotograf
V jeho práci amatérského fotografa byly jeho fotografie široce publikovány po celé Kanadě. Také si dopisoval s Georgem Eastmanem, zakladatelem Eastman Kodak Company, o fotografické technologii a publikoval ve fotografických časopisech na téma technologických inovací.  Sestrojil svůj první fotoaparát z podlouhlé krabice pokryté černou olejovou látkou a pokračoval v navrhování a výrobě takových položek vybavení, jako je tabulka časování expozice, stínítko objektivu a fixovací tank. 
Mezi srpnem 1914 a listopadem 1917 pořídil John Boyd fotografie výcvikových aktivit kanadských vojáků, kteří brzy odešli jako součást kanadských expedičních sil během první světové války. Jeho fotografie zachycují aspekty náboru a vojenského výcviku, jako jsou: přehlídka, dělostřelecká cvičení, signalizace, kopání zákopů a život v táboře. Zatímco většina fotografií byla pořízena v Torontu, další snímky byly pořízeny v Barriefield a Kingston, Camp Borden, Niagara, Londonu a Guelph v Ontariu a v Montrealu, Quebec.

## Galerie

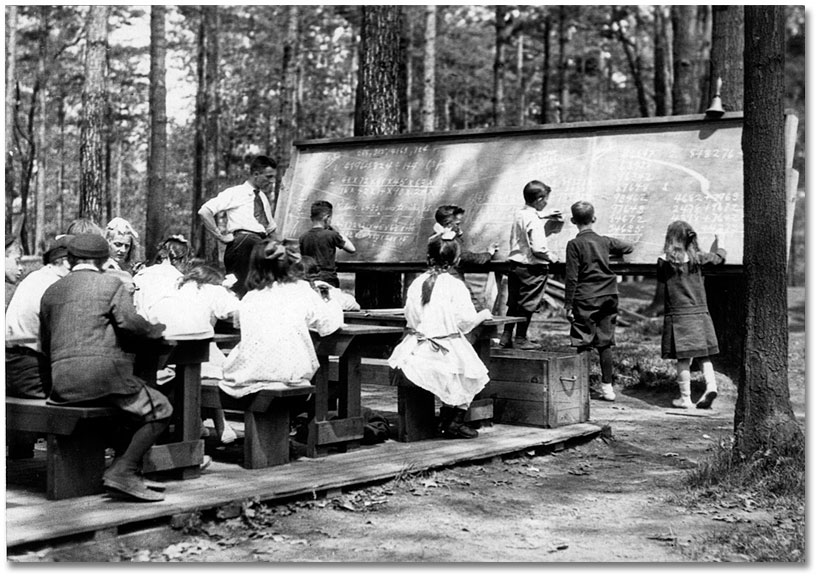
High park forest school class
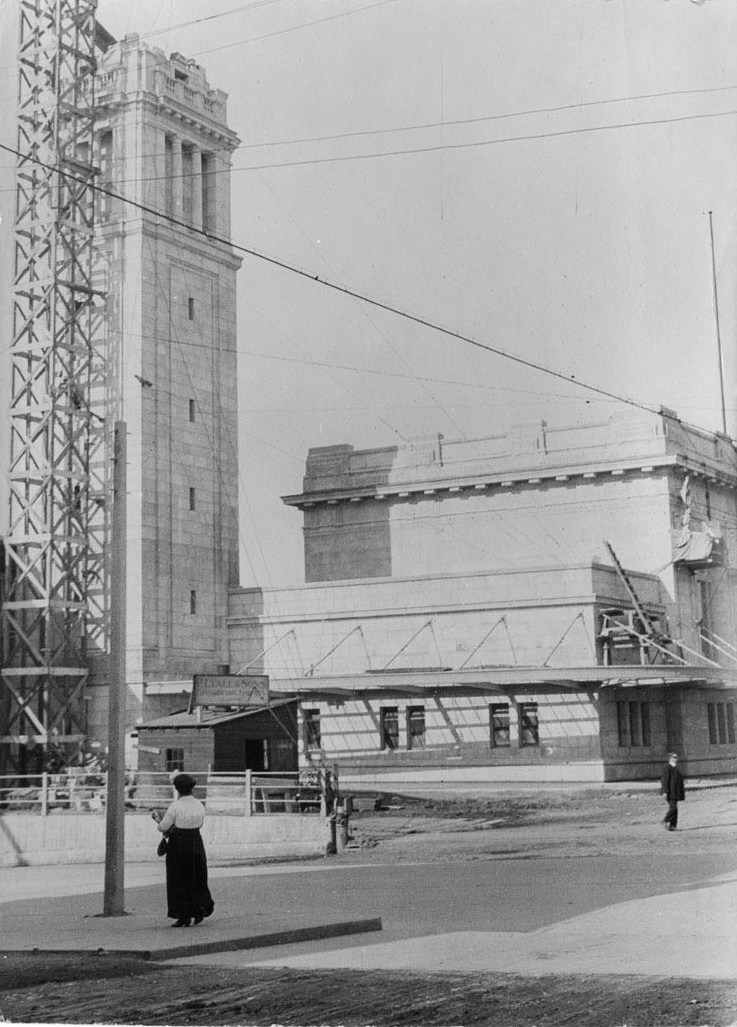
North Toronto CPR Station